# Comunitat índia Gila River
La comunitat índia Gila River és una reserva índia i tribu reconeguda federalment a l'estat d'Arizona, adjacent al costat sud de la ciutat de Phoenix, a l'àrea metropolitana de Phoenix als comtats de Pinal i Maricopa. Va ser establerts el 1859 i reconeguda formalment pel Congrés el 1939. La comunitat és la llar de membres de les tribus adjacents Akimel O'odham (Pima) i Pee-Posh (Maricopa).
La reserva té una extensió territorial de 1.511,902 km² i una població segons el cens dels Estats Units del 2000 d'11.257 habitants. Està dividida en set districtes al llarg del riu Gila i les principals comunitats són Sacaton, Komatke, Santan, i Blackwater. Les oficines i departaments administratius tribals es troben a Sacaton. La Comunitat explota llurs pròpies empreses de telecomunicacions, serveis públics d'electricitat, parc industrial i clínica de l'atenció sanitària, i publica un periòdic mensual. El Governador de la comunitat és Gregory Mendoza (2012). Té una de les taxes més altes de diabetis tipus 2 del món, al voltant del 50%. La comunitat ha estat molt útil en la investigació de la diabetis tipus 2, participant en molts estudis de la malaltia.

## Atraccions
La comunitat índia Gila River, amb més de quatre milions de clients potencials a l'àrea metropolitana de Phoenix, és propietària i explotadora de tres casinos, un complex hoteler, spa, un centre eqüestre, dos camps de golf, un centre d'arts i oficis, dos museus tribals, una pista certificada de NHRA, una autoescola, i un curs de conducció de canoa.

## Comunitats habitades actualment
- Bapchule (Pihpchul)
- Blackwater (Chukma Shuhthagi)
- Casa Blanca
- Co-op Village (Chichino)
- Gila Crossing (Kuiva)
- Goodyear (Valin Thak)
- Komatke (Komadk)
- Maricopa Colony
- Sacate Village
- Sacaton (Ge'e Kih)
- Sacaton Flats (Hahshani Kehk)
- St. John's
- Santa Cruz (Hia-t-ab)
- Santan/Santa Ana (Santan)
- Stotonic (S-totonigk)
- Sweetwater (S-iʼovi Shuhthagi)
- Vahki (Va'akih)
- Wet Camp Village

## Personatges il·lustres
La reserva era el lloc de naixement i la llar quan va morir d'Ira Hayes, que apareix a la fotografia Alçant la bandera a Iwo Jima en 1945.
Jay Morago, qui fou el primer governador de la comunitat índia de Gila River de 1954 a 1960, i col·laborà en la redacció de la constitució de la reserva en 1960, mort el 14 de maig de 2008.